# Bureau d’Enquêtes sur les Accidents de Transport Terrestre
Das Bureau d'enquêtes sur les accidents de transport terrestre (BEA-TT) (deutsch ‚Untersuchungsstelle für Unfälle im Landverkehr‘) ist eine französische nationale Untersuchungsbehörde für Unfälle im Landverkehr und in der Binnenschifffahrt.

## Geschichte
Frankreich verfügt bereits seit 1946 über eine Untersuchungsbehörde für Flugunfälle, das Bureau d'enquêtes et d'analyses pour la sécurité de l'aviation civile (BEA), und seit 1997 für Unfälle in der Seeschifffahrt, das Bureau d’enquêtes sur les événements de mer (BEAmer). Für den Landverkehr und die Binnenschifffahrt indessen gab es bis 2004 keine entsprechende Behörde. Bei schweren Unfällen in diesen Bereichen wurde vom Verkehrsministerium jeweils im Bedarfsfall eine ad hoc zusammengestellte Untersuchungskommission eingerichtet.
Die in dieser Praxis gewonnenen Erfahrungen, insbesondere aus dem schweren Brand im Mont-Blanc-Tunnel von 1999, veranlassten Regierung und Gesetzgeber schließlich, eine dem BEA und dem BEAmer entsprechende Behörde für den Landverkehr inklusive der Binnenschifffahrt zu schaffen. Im Jahr 2002 wurde ein Gesetz verabschiedet, nach dem die entsprechenden Untersuchungen von einer eigens dafür zu schaffenden permanent besetzten Stelle geführt werden sollten. Dieser Behörde gibt das Gesetz ein Zugangsrecht zu allen relevanten Informationen, auch solchen, die der Geheimhaltungspflicht zu strafrechtlichen Ermittlungen, der ärztlichen Schweigepflicht oder sonstigen beruflichen Verschwiegenheitspflichten unterliegen. Das Gesetz schreibt zudem das Prinzip der Unabhängigkeit der Ermittler und der Veröffentlichung der Untersuchungsberichte fest. Mit der 2004 erlassenen Ausführungsverordnung zu dem Gesetz wurde das BEA-TT gegründet.

## Aufgaben
Die wesentliche Aufgabe des BEA-TT sind technische Untersuchungen schwerer Unfälle oder Zwischenfälle im Landverkehr und der Binnenschifffahrt. Weiterhin soll das BEA-TT Erkenntnisse aus derartigen Unfällen erarbeiten und für deren Bekanntmachung und Verbreitung sorgen.
Sein Tätigkeitsbereich beinhaltet den Eisenbahnverkehr, sonstige spurgebundene Verkehrsarten (Straßenbahn, Spurbus, U-Bahn), Seilbahnen und Skilifte, den Straßenverkehr, insbesondere den Güterverkehr und öffentlichen Personenverkehr, sowie die Schifffahrt auf Binnenwasserstraßen.
Die Entscheidung zur Eröffnung eines Ermittlungsverfahrens durch das BEA-TT obliegt dessen Direktor. Im Bereich der Eisenbahn ist das BEA-TT dabei den in der EU-Richtlinie 2004/49/EG zur Eisenbahnsicherheit festgelegten Pflichten zur Eröffnung von Ermittlungen verpflichtet.
Die Untersuchungen des BEA-TT decken alle für den jeweiligen Fall relevanten Faktoren ab, darunter insbesondere menschliches Verhalten und Versagen, den Nutzen und eventuelle Probleme der bestehenden amtlichen Vorschriften und Regelungen, die Eigenschaften und den Zustand der baulichen Infrastruktur, die Bedingungen, unter denen diese betrieben und verwendet wird, Zustand und Konstruktion der Fahrzeuge, die Sicherheitsvorschriften und deren Handhabung, die Ausbildung des Personals sowie medizinische Aspekte.
Die Adressaten der vom BEA-TT ausgesprochenen Sicherheitsempfehlungen sind verpflichtet, dem BEA-TT mitzuteilen, welche Maßnahmen sie als Reaktion ergreifen werden. Das BEA-TT ist berechtigt, diese Antworten öffentlich zu machen. Zu seinen Aufgaben gehört es jedoch nicht, die Durchführung der angekündigten Maßnahmen zu verfolgen oder zu kontrollieren.